# Amazona guildingii
El loro de San Vicente o amazona de San Vicente (Amazona guildingii) es una especie de ave psitaciforme de la familia Psittacidae endémica del archipiélago caribeño de San Vicente y las Granadinas. 

## Descripción
Es un loro multicolor de 40 centímetros de largo, en su mayoría verde, con una cabeza de color blanco amarillento, azul y verde, partes superiores de bronce verdoso, patas grises, ojos rojizos y alas de color azul verdoso violeta. Las plumas de su cola son azules con puntas anchas de color amarillo. Hay una morfología menos amarillo-marrón y una morfología verde menos común. No hay dimorfismo sexual aparente. Los jóvenes tienen un plumaje más claro y un iris marrón.

## Distribución y comportamiento
El loro de San Vicente es endémico de las montañas densamente boscosas de la isla caribeña de San Vicente en las Antillas Menores. Su dieta se compone principalmente de frutas, nueces, flores y semillas. La hembra suele poner de uno a dos huevos.

## Amenazas y conservación
Está catalogado como especie vulnerable, debido a la reducción poblacional de esta especie por la pérdida de hábitat, el tráfico de mascotas y las erupciones del volcán La Soufrière. En 1982 su población se estimó entre 370 y 470 ejemplares. En 1994 se estimaron unos 800 ejemplares.